# Зенитно-ракетни войски
Зенитно – ракетни войски (ЗРВ) са род войски, чието предназначение е за отразяване на средствата за въздушно нападение на противника.
По същество (от 1960 години) представляват основната огнева мощ на Противовъздушната отбрана (ПВО).
Въоръжени са със Зенитно – ракетни комплекси (ЗРК).

## Зенитно – войски вБългарската армия
В Българската армия Зенитно – ракетни войски са застъпени от (от 1960 години).
В зависимост от предназначението се подразделят на:
- Зенитно – ракетни войски за ПВО на страната
- Зенитно – ракетни войски за ПВО на войските – сухопътни войски (СВ) и военно – морски флот (ВМФ)

### Ракетни комплекси на въоръжение в Зенитно – ракетни войски на Българската армия
Зенитно – ракетните комплекси (ЗРК) – представляват съвкупност от функционално свързани бойни и технически средства, обезпечаващи решаване на задачите за отразяване на средствата за въздушно нападение на противника.
В общия случай, в състава на ЗРК влизат:
- Средства за транспротриране на зенитни управляеми ракети (ЗУР), обслужването им, и зараждането с тях на пусковите установки (ПУ);
- Пускови установки (ПУ) за ЗУР;
- Зенитни управляеми ракети (ЗУР);
- Средства за разузнаване на въздушния противник, определяне на държавната принадлежност на въздушните цели, т.нар. системи свой-чужд;
- Средства за управление на ЗУР (може да се намира и на самата ЗУР – при самонасочване);
- Средства за съпровождане на въздушните цели, (може да се намира и на самата ЗУР);
- Средства за съпровождане на ЗУР (за самонасочващи не е необходимо);
- Средства за контрол и обезпечаване на работоспособността на оборудването на ЗРК.

| Номер по ред | Предназначение | Означение на комплекса | Означение на ракетата | Означение на НАТО | На въоръжение |
| ------------ | -------------- | ---------------------- | --------------------- | ----------------- | ------------- |
| 1.           |                | С-75                   |                       | SA-2 „Guideline“  |               |
| 2.           |                | С-125                  |                       | SA-3 „GOA“        |               |
| 3.           |                | C-200                  |                       | SA-5 „Gammon“     |               |
| 4.           |                | C-300                  |                       | SA-10C „Grumble“  |               |
| 5.           |                | 2К12 „КУБ“             |                       | SA-6 „GAINFUL“    |               |
| 6.           |                | 9К32М "Стрела-2М       |                       | SA-7 „Grail“      |               |
| 7.           |                | 9К33 „ОСА“             |                       | SA-8 „Gecko“      |               |
| 8.           |                | 9К35 „СТРЕЛА-10СВ“     |                       | SA-13 Gopher      |               |
|              |                |                        |                       |                   |               |

### Схващания за бойното използване и развръщане на Зенитно – ракетни войски (ПВО на страната)

#### Схващания за бойното използване Зенитно – ракетни войски
Основни принципи са:
- Масиране на силите и средствата за защита на най-важните обекти;
- Кръгово приктирие на обектите;
- Унищожаване на нападащите самолети;
- Тясно взаимодействие с другите сили и средства на ПВО;
- Живучест на групировката на ЗРВ.

Прикритието на защитаваните обекти, може да става по следните способи:
- Обектов
- Линеен
- Зонален

#### Развръщане на Зенитно – ракетни войски
През 1960 години при създаването на ЗРВ е приет линейния способ.
Основните услия са за прикриване на столицата, важни промишлени центрове, големи железопътни възли, военноморски пристанища и някои други важни обекти.
Прикритието на защитаваните обекти се строи по принципа на кръговата отбрана, със съсредоточаване на усилията на най-вероятните направления за влитане на нападащата авиация.
Групировка на ЗРВ, е развърната в следния боен ред:
1-ва зенитно-ракетна бригада
- - започва западно от София (с. Понор)
  - минава през Перник (с. Кривонос с. Байкалско)
  - Дупница (с. Локвата, с. Тополница)
  - южно и източно от София (над селата Алино и Рельово, гр. Ихтиман – връх „Еледжик“ и гр. Вакарел)

- 2-ра зенитно-ракетна бригада
  - Пазарджик (с. Пищигово)
  - Пловдив (Бяла Черква, с. Патриарх Евтимово), през 1999 г. са разместени поделения на 2-ра зенитно-ракетна бригада на авиобаза Чешнегирово и авиобаза Крумово.
  - Хасково (гр. Хасково и гр. Харманли)
- 3-та Зенитно-ракетна бригада
  - Ямбол (с. Пчела, с. Каменец)
  - Бургас (с. Русокастро, с. Черноморец)
  - и завършва към Варна (устието на р. Камчия, с. Кранево).

Така създадената групировка, е възприета за да може с малкия брой ЗРК (СА-75 „Двина“ и СА-75МА „Двина“ – обсег до 29 км), с които се е разполагало да бъдат прикрити възможно най-много от важните обекти в страната.
Тя обаче е с малка плътност, и в нея нападащата авиация, е било възможно лесно да осъществи пробив.
С приемането му, прикритието на защитаваните обекти е с по-висока ефективност.
Съответно е изменен и бойния ред на групировката на ЗРВ
- 1-ва Зенитно-ракетна бригада защитава района София – Перник
- 2-ра Зенитно-ракетна бригада защитава района Пловдив – Димигровград
- 3-та Зенитно-ракетна бригада защитава района Бургас – Варна

### Организация на Зенитно – ракетни войски вБългарската армия, съединения и части на Зенитно-ракетни войски на Българската армия
| Номер по ред | Съединение/Част | Месторазположение                                                                                   | Дата на създаване | Заповед за създаване | Дата на разформироване | Заповед за разформиране | Въоръжение, комплекс                                          | Въоръжение, к-во комплекси |
| ------------ | --- | --------------------------------------------------------------------------------------------------- | ----------------- | -------------------- | ---------------------- | ----------------------- | ------------------------------------------------------------- | -------------------------- |
|              | 1-ва Зенитно-ракетна бригада под. 80230, от 1.1.1978 г. под. 22320                                                                                    | Божурище                                                                                            | 12.10.1961 г.     | МЗ № 0334            |                        |                         |                                                               |                            |
| 1.           | 4-ти зрдн, от 1982 ракетна група, под.90070, от 1.1.1978 г. под. 34420, на негова основа е създаден първия дивизион на ракетната група                | Елин Пелин – Вакарел, от 1982 г. Костинброд, между селата Дръмша и Понор                            |                   |                      |                        |                         | СА-75 „Двина“, от 1982 г. С-200                               |                            |
| 2.           | зрдн под.90080, от 1.1.1978 г. под. 32290, през 1982 г. разформирован, и на негова основа е създаден втория дивизион на ракетната група – под. 34420  | Костинброд, с. Понор,                                                                               |                   |                      |                        |                         | СА-75 „Двина“                                                 |                            |
| 3.           | зрдн под.90090, от 1.1.1978 г. под. 32610 | Кривонос, от 1985 Банкя, с. Клисура                                                                 |                   |                      |                        |                         | СА-75 „Двина“, от 1989 С-300ПМУ                               |                            |
| 4.           | 3-ти зрдн под.90060, от 1.1.1978 г. под. 34070 | Ихтиман                                                                                             |                   |                      |                        |                         | СА-75 „Двина“                                                 |                            |
| 5.           | 2-ри зрдн под.90030, от 1.1.1978 г. под. 32740 | Самоков, в Плана планина, над селата Алино и Рельово                                                |                   |                      |                        |                         | СА-75 „Двина“, от 1969 С-75 „Влохов“                          |                            |
| 6.           | 8-и зрдн под.90130, от 1.1.1978 г. под. 28450 | Бобошево, с. Локвата, от 1980 София, с. Ярлово                                                      |                   |                      |                        |                         | СА-75 „Двина“, от 1969 С-75 „Влохов“                          |                            |
| 7.           | зрдн под.90120, от 1.1.1978 г. под. 24420 | Земен, с. Байкалско                                                                                 |                   |                      |                        |                         | СА-75 „Двина“                                                 |                            |
| 8.           | зрдн под.52970 | Божурище                                                                                            | 1974              |                      |                        |                         | С-125                                                         |                            |
| 9.           | зрдн под.90250, от 1.1.1978 г. под. 42670 | София, с. Мусачево                                                                                  | 1974              |                      |                        |                         | С-125                                                         |                            |
| 10.          | 1-ви зрдн под. 90020, от 1.1.1978 г. под. 22520 | Тополница, от 7.12.1978 г. Перник, с. Студена                                                       |                   |                      |                        |                         | СА-75 „Двина“, от 1975 г. С-125                               |                            |
| 11.          | зрдн под.34090 | планината Люлин, връх Дупевица, от май 1975 до септември 1976 е бил временно в Костинброд, с. Понор | 1974              |                      |                        |                         | С-125                                                         |                            |
| 12.          | зрдн | София, гр. Нови Искър                                                                               |                   |                      |                        |                         | СА-75 „Двина“                                                 |                            |
| 13.          | технически дивизион под.90040, от 1.1.1978 г. под. 34630                                                                                              | гара Яна                                                                                            |                   |                      |                        |                         |                                                               |                            |
| 14.          | технически дивизион под.90150, от 1.1.1978 г. под. 34680                                                                                              | Радомир, връх Ветрушка                                                                              |                   |                      |                        |                         |                                                               |                            |
|              | 2-ра Зенитно-ракетна бригада под. 80130, от 1.1.1978 г. под. 22650                                                                                    | Пловдив                                                                                             | 12.10.1961 г.     | МЗ № 0334            |                        |                         |                                                               |                            |
| 15.          | зрдн под. 30340, от 1.1.1978 г. под. 28400 | с. Трилистник                                                                                       |                   |                      |                        |                         | СА-75 „Двина“, от 1985 С-75 „Влохов“                          |                            |
| 16.          | 9-и зрдн под. 90080, от 1.1.1978 г. под. 34640. От 1 януари 1999 г. се създадена Зенитно ракетна група в под. 38340 гр. Садово – авиобаза Чешнегирово | Харманли, от 1985 Димитровград авиобаза Чешнегирово                                                 |                   |                      |                        |                         | СА-75 „Двина“, от 1988 С-75 „Влохов“, от 1988 и от 1999 C-300 |                            |
| 17.          | зрдн под. 90180, от 1.1.1978 г. под. 32650 | Хасково                                                                                             |                   |                      |                        |                         | СА-75 „Двина“, от 1969 С-75 „Влохов“                          |                            |
| 18.          | 11-и зрдн под. 90170, от 1.1.1978 г. под. 32820 | Бяла Черква                                                                                         |                   |                      |                        |                         | СА-75 „Двина“                                                 |                            |
| 19.          | 10-и зрдн под. 90160, от 1.1.1978 г. под. 32880 | с. Патриарх Евтимово, от 1982 с. Ягодово                                                            |                   |                      |                        |                         | СА-75 „Двина“, от 1982 г. С-125                               |                            |
| 20.          | 13-и зрдн под. 70010, от 1.1.1978 г. под. 32090 | с Пищигово, от 1982 г. Царацово                                                                     |                   |                      |                        |                         | СА-75 „Двина“, от 1982 г. С-125                               |                            |
| 21.          | технически дивизион под.90190, от 1.1.1978 г. под. 24990                                                                                              | Маврудово                                                                                           |                   |                      |                        |                         |                                                               |                            |
|              | 3-та Зенитно-ракетна бригада под. 30300, от 1.1.1978 г. под. 32470                                                                                    | Ямбол, от 1968 Братово (Област Бургас)                                                              | 8.IV.1963 г.      | МС № 46              |                        |                         |                                                               |                            |
| 22.          | зрдн под. 70070, от 1.1.1978 г. под. 22840 | Кранево, от 1976 или 1978 Владиславово                                                              |                   |                      |                        |                         | СА-75 „Двина“                                                 |                            |
| 23.          | 15-и зрдн под. 70090, по късно 22500 | Камчия                                                                                              |                   |                      |                        |                         | СА-75 „Двина“                                                 |                            |
| 20.          | зрдн под. 90460, от 1.1.1978 г. под. 24630 | Кичево                                                                                              | 1974              |                      |                        |                         | С-125                                                         |                            |
| 25.          | зрдн под. 28010 | Галата                                                                                              | 1975              |                      |                        |                         | С-125                                                         |                            |
| 26.          | технически дивизион под.70220, от 1.1.1978 г. под. 32550                                                                                              | Любен Каравелово                                                                                    |                   |                      |                        |                         |                                                               |                            |
| 27.          | зрдн под. 70580, от 1.1.1978 г. под. 32500 | Пчела, от 1976 Бургас/Ветрен                                                                        |                   |                      |                        |                         | СА-75 „Двина“                                                 |                            |
| 28.          | зрдн под. 70110, от 1.1.1978 г. под. 28090 | Дебелт                                                                                              |                   |                      |                        |                         | СА-75 „Двина“, от 1985 С-75 „Влохов“                          |                            |
| 29.          | зрдн под. 70560, от 1.1.1978 г. под. 22730 | Каменец, от 1979 Поморие                                                                            |                   |                      |                        |                         | СА-75 „Двина“, от 1979 С-125                                  |                            |
| 30.          | зрдн под. 70570, от 1.1.1978 г. под. 26720 | Черноморец                                                                                          |                   |                      |                        |                         | СА-75 „Двина“, от 1976 С-125                                  |                            |
| 31.          | технически дивизион под. 70190, от 1.1.1978 г. под. 22600                                                                                             | Русокастро                                                                                          |                   |                      |                        |                         |                                                               |                            |